# Segunda División de Venezuela 2003-04
La Temporada 2003-04 de la Segunda División de Venezuela se inició el 14 de septiembre de 2003 con la participación de 11 equipos. debido al retiro prematuro del equipo Llaneros de Guanare.

## Equipos participantes
Grupo Centro-Oriental :
- Deportivo Anzoátegui, de Puerto La Cruz (1)
- Aragua FC, de Maracay
- UCV FC, de Caracas
- UD Aragua de Maturín, de Aragua de Maturín
- Nueva Cádiz FC, de Cumaná (2)
- UD Marítimo, de Los Teques

Grupo Occidental:
- Unión Lara FC, de Barquisimeto
- Portuguesa FC, de Acarigua
- UPEL Andina FC, de Rubio, estado Táchira (3)
- Llaneros de Guanare FC, de Guanare (4)
- Zamora FC, de Barinas
- Atlético El Piñal, de El Piñal, estado Táchira

Notas:
(1) Campeón del Torneo Aspirantes 2002-03
(2) Anteriormente Zulianos FC
(3) UPEL Andina, Subcampeón del Torneo Aspirantes 2002-03, reemplazó al Nacional Táchira
(4) Desistió de participar en el torneo.

## Torneo Apertura

### Grupo Centro Oriental
|   | Equipo               | J  | G  | E | P  | GF | GC | DG  | PTS |
| - | -------------------- | -- | -- | - | -- | -- | -- | --- | --- |
| 1 | UD Marítimo          | 15 | 12 | 3 | 0  | 31 | 7  | +24 | 39  |
| 2 | Deportivo Anzoategui | 15 | 8  | 2 | 5  | 33 | 20 | +13 | 26  |
| 3 | Aragua FC            | 15 | 8  | 2 | 5  | 29 | 21 | +8  | 26  |
| 4 | UCV FC               | 15 | 6  | 5 | 4  | 30 | 22 | +8  | 23  |
| 5 | UD Aragua de Maturín | 15 | 2  | 2 | 11 | 10 | 36 | -26 | 8   |
| 6 | Nueva Cádiz FC       | 15 | 1  | 2 | 12 | 10 | 42 | -32 | 5   |

| Apertura 2003        | ARA | ANZ | NCA | DAM | UDM | UCV |
| Aragua FC            |     | 2-2 | 2-0 | 7-1 | 0-2 | 4-3 |
| Deportivo Anzoategui | 1-0 |     | 9-2 | 6-1 | 1-2 | 3-2 |
| Nueva Cádiz          | 0-1 | 1-2 |     | 0-0 | 0-2 | 1-1 |
| UD Aragua de Maturín | 1-0 | 0-3 | 3-0 |     | 0-3 | 0-1 |
| UD Marítimo          | 2-1 | 3-0 | 2-0 | 2-0 |     | 0-0 |
| UCV FC               | 1-1 | 1-1 | 7-2 | 2-0 | 1-3 |     |

### Grupo Occidental
|   | Equipo            | J  | G | E | P | GF | GC | DG  | PTS |
| - | ----------------- | -- | - | - | - | -- | -- | --- | --- |
| 1 | Union Lara FC     | 14 | 7 | 4 | 3 | 22 | 5  | +17 | 25  |
| 2 | Portuguesa FC     | 14 | 7 | 2 | 5 | 27 | 19 | +8  | 23  |
| 3 | UPEL Andina       | 14 | 6 | 5 | 3 | 23 | 18 | +5  | 23  |
| 4 | Zamora FC         | 14 | 4 | 2 | 8 | 16 | 23 | -7  | 14  |
| 5 | Atlético El Piñal | 14 | 3 | 3 | 8 | 19 | 33 | -14 | 12  |

| Apertura 2003     | PIÑ | POR | LAR | UAN | ZAM |
| Atlético El Piñal |     | 1-2 | 1-0 | 1-1 | 0-1 |
| Portuguesa FC     | 5-0 |     | 2-2 | 1-1 | 1-0 |
| Unión Lara FC     | 3-0 | 5-0 |     | 0-0 | 2-0 |
| UPEL Andina       | 4-4 | 3-0 | 1-0 |     | 2-0 |
| Zamora FC         | 2-0 | 1-5 | 0-0 | 4-2 |     |

### Enfrentamientos intergrupos
Los integrantes de ambos grupos realizaron juegos para cubrir un calendario mayor (jornadas 2, 4, 6, 10).
| Apertura 2003        | PIÑ | POR | UNL | UAN | ZAM |
| Aragua FC            | X   | 2-1 | X   | X   | X   |
| Deportivo Anzoátegui | 0-2 | X   | X   | 0-1 | X   |
| Nueva Cádiz          | X   | X   | X   | 1-2 | 1-0 |
| UD Aragua de Maturín | X   | X   | 1-3 | X   | X   |
| UD Marítimo          | 4-0 | X   | X   | X   | 1-0 |
| UCV FC               | X   | 1-0 | 1-2 | X   | X   |

| Apertura 2003     | ARA | ANZ | NCA | DAM | UDM | UCV |
| Atlético El Piñal | X   | X   | X   | 3-3 | X   | 1-3 |
| Portuguesa FC     | X   | 3-1 | 5-1 | X   | X   | X   |
| Unión Lara FC     | X   | X   | 3-0 | X   | 1-1 | X   |
| UPEL Andina       | 1-2 | X   | X   | 2-0 | X   | X   |
| Zamora FC         | 2-3 | X   | X   | X   | X   | 4-4 |

### Final Apertura
Se disputó entre los campeones de ambos torneos. El ganador obtuvo el boleto a la primera división.
| 6 de diciembre de 2003 | UD Marítimo                            | 2:1 | Unión Lara FC     |  |  |
|                        | Jhon Mancilla 14' · Walter Aguilar 76' |     | Manuel Lucena 53' |  |  |

| 14 de diciembre de 2003 | Unión Lara FC    | 1:0 | UD Marítimo | Estadio Farid Richa, Barquisimeto |  |
|                         | René Salazar 48' |     |             |                                   |  |

El UD Marítimo se coronó campeón del Apertura luego de ganar en penales 4-1, luego de que el global terminara 2-2; y ganó el primer boleto a la final de la Segunda División.

## Goleadores
- José Felix Gutierrez, (Dep. Anzoategui/ Unión Lara), con 26

## Torneo Clausura

### Grupo Centro Oriental
|   | Equipo               | J  | G | E | P | GF | GC | DG  | PTS |
| - | -------------------- | -- | - | - | - | -- | -- | --- | --- |
| 1 | Deportivo Anzoategui | 13 | 9 | 2 | 2 | 31 | 15 | +16 | 29  |
| 2 | UD Marítimo          | 13 | 6 | 2 | 5 | 18 | 15 | +3  | 20  |
| 3 | Aragua FC            | 13 | 4 | 4 | 5 | 11 | 14 | -3  | 16  |
| 4 | Nueva Cádiz FC       | 13 | 5 | 0 | 8 | 19 | 23 | -4  | 15  |
| 5 | UCV FC               | 13 | 3 | 4 | 6 | 13 | 21 | -8  | 13  |

| Clausura 2004  | ARA | ANZ | NCA | UDM | UCV |
| Aragua FC      |     | 0-1 | 1-0 | 1-2 | 3-0 |
| Dvo Anzoategui | 2-2 |     | 6-1 | 2-0 | 3-2 |
| Nueva Cádiz    | 3-0 | 0-2 |     | 1-3 | 1-2 |
| UD Marítimo    | 1-0 | 0-1 | 2-1 |     | 0-1 |
| UCV FC         | 1-1 | 1-2 | 0-2 | 0-0 |     |

### Grupo Occidental
|   | Equipo            | J  | G | E | P | GF | GC | DG  | PTS |
| - | ----------------- | -- | - | - | - | -- | -- | --- | --- |
| 1 | UPEL Andina       | 13 | 8 | 1 | 3 | 23 | 20 | +3  | 25  |
| 2 | Zamora FC         | 13 | 6 | 4 | 3 | 24 | 19 | +5  | 22  |
| 3 | Union Lara FC     | 13 | 6 | 2 | 5 | 29 | 18 | +11 | 20  |
| 4 | Portuguesa FC     | 13 | 3 | 3 | 7 | 20 | 28 | -8  | 12  |
| 5 | Atlético El Piñal | 13 | 1 | 6 | 6 | 15 | 30 | -15 | 9   |

| Clausura 2004     | PIÑ | POR | UNL | UAN | ZAM |
| Atlético El Piñal |     | 3-3 | 2-2 | 1-3 | 1-1 |
| Portuguesa FC     | 5-2 |     | 0-2 | 4-3 | 1-2 |
| Unión Lara FC     | 3-0 | 2-1 |     | 0-1 | 3-0 |
| UPEL Andina       | 1-0 | 2-0 | 5-3 |     | 2-2 |
| Zamora FC         | 1-2 | 3-1 | 0-6 | 2-0 |     |

### Enfrentamientos InterGrupos
En cada jornada, hubo al menos un partido intergrupos. En las Jornadas 6, 11 y 13 todos los compromisos fueron InterGrupos.
| Clausura 2004        | PIÑ | POR | UNL | UAN | ZAM |
| Aragua FC            | X   | X   | 1-0 | 2-0 | 0-4 |
| Deportivo Anzoátegui | 6-2 | 4-1 | X   | X   | X   |
| Nueva Cádiz          | 4-1 | 2-0 | 2-1 | X   | X   |
| UD Marítimo          | X   | X   | 1-1 | 4-0 | X   |
| UCV FC               | 1-1 | X   | X   | X   | 1-1 |

| Clausura 2004     | ARA | ANZ | NCA | UDM | UCV |
| Atlético El Piñal | 0-0 | 0-0 | X   | 0-3 | X   |
| Portuguesa FC     | 0-0 | X   | X   | 3-2 | 1-2 |
| Unión Lara FC     | X   | 5-2 | X   | X   | 3-1 |
| UPEL Andina       | X   | 1-0 | 2-1 | X   | 3-1 |
| Zamora FC         | X   | X   | 3-1 | 4-0 | X   |

### Final Clausura
Se disputó entre los campeones de ambos torneos. El ganador obtuvo el boleto a la primera división.
| 21 de abril de 2004 | UPEL Andina | 0:1 | Deportivo Anzoátegui | Estadio Orlando Medina, San Juan de Colón |  |
|                     |             |     | Ender Márquez 24'    |                                           |  |

| 25 de abril de 2004 | Deportivo Anzoátegui | 0:0 | UPEL Andina | José Antonio Anzoátegui, Puerto La Cruz |  |

El Deportivo Anzoátegui se coronó campeón del Clausura luego de ganar la final con un global de 1-0; y ganó el segundo boleto a la final de la Segunda División.

## Final Ascenso
Se disputó entre los campeones de ambos torneos. El ganador obtuvo el boleto a la primera división.
| 2 de mayo de 2004 | Deportivo Anzoátegui | 0:1 | UD Marítimo           | José Antonio Anzoátegui, Puerto La Cruz |  |
|                   |                      |     | Heaklitf Castillo 32' |                                         |  |

| 8 de mayo de 2004 | UD Marítimo                              | 2:2 | Deportivo Anzoátegui                    | Estadio Orlando Medina, San Juan de Colón |  |
|                   | Joel Galan 52' · Hasil Halley 71' (a.g.) |     | Erbin Díaz 67' · Marcos Gutiérrez 90+2' |                                           |  |

El UD Marítimo es promovido a la máxima categoría, luego de ganar la serie final con un global de 3-2.
UD Marítimo
Campeón

## Serie Promoción/Relegación
Se disputó entre el subcampeón y el penúltimo de la primera división.
| 15 de mayo de 2004 | Deportivo Anzoátegui | 0:2 | Estudiantes de Mérida | José Antonio Anzoátegui, Puerto La Cruz |  |

| 23 de mayo de 2004 | Estudiantes de Mérida | 0:0 | Deportivo Anzoátegui | Estadio Guillermo Soto Rosa, Mérida |  |

Deportivo Anzoátegui permanece en la Segunda División